# C/2013 R1 (Lovejoy)
C/2013 R1 (Lovejoy) este o  cometă neperiodică descoperită la 7 septembrie 2013 de astronomul amator australian Terry Lovejoy cu ajutorul unui  telescop Schmidt-Cassegrain de 200 mm. 

## Observare
C/2013 R1 a trecut Ecuatorul ceresc la 14 octombrie 2013, intrând pe bolta cerească a Emisferei Boreale.
La 1 noiembrie cometa a devenit vizibilă cu ochiul liber lângă roiul Praesepe, la circa jumătăatea distanței dintre Jupiter și Regulus, mai luminoasă decât cometa ISON. Observată cu un binoclu, cometa C/2013 R1 apărea ca un roi globular nerezolvabil de culoare verde.
La 19 noiembrie 2013 cometa a atins distanța de cea mai apropiată de Pământ, la circa 0,3967 u.a. (59.350.000 km) cu o magnitudine aparentă de 4,5. La 27 noiembrie cometa se afla în constelația Câinii de Vânătoare, iar din 28 noiembrie până în 4 decembrie se găsea în constelația Văcarul. La 1 decembrie a trecut de steaua Beta Boötis (Nekkar). Din 12 decembrie cometa a traversat constelația Coroana Boreală. 
Din 12 decembrie până în 14 ianuarie 2014 cometa a trecut prin constelația Hercule. La 14 decembrie 2013 a trecut de steaua Zeta Herculis. Periheliul a fost atins la 22 decembrie 2013, la distanța de 0,81 u.a. de Soare. La periheliu cometa avea o elongație de 51 de grade.